# Fabrice Béthuel
Fabrice Béthuel (* 7. Juni 1963) ist ein französischer Mathematiker.
Béthuel wurde 1989 bei Jean-Michel Coron an der Universität Paris-Süd promoviert. Er ist Professor an der Universität Paris VI (Pierre et Marie Curie).

## Werk
Béthuel wurde schon mit seiner Dissertation bekannt für Ergebnisse bezüglich der Dichte stetiger Funktionen im Sobolew-Raum der Abbildungen zwischen kompakten (Riemannschen) Mannigfaltigkeiten, wo er ein genaues Kriterium angab, dass sie im Sobolew-Raum dicht liegen. Danach befasste er sich mit Fragen der Regularität von schwach harmonischen stationären Abbildungen zwischen Riemannschen Mannigfaltigkeiten und zeigte, dass die Dimension der Menge der singulären Punkte kleiner gleich d−2 ist, wobei d die Dimension der Ausgangsmannigfaltigkeit der Abbildung ist. Dabei ist die Forderung der Stationarität wesentlich, da sein Schüler T. Rivière zeigte, dass es in drei und mehr Dimensionen überall singuläre schwach harmonische Abbildungen gibt. Zuvor hatte Frédéric Hélein bereits 1990 gezeigt, dass schwach harmonische Abbildungen von zweidimensionalen Mannigfaltigkeiten in Sphären regulär sind (1991 von ihm auf Abbildungen in beliebige Riemannsche Mannigfaltigkeiten erweitert) und Lawrence C. Evans, dass für höhere Dimensionen d der Ausgangsmannigfaltigkeit schwach harmonische stationäre Abbildungen in Sphären regulär bis auf singuläre Mengen der Dimension d−2 sind.
Bethuel gelangen auch, teilweise mit Haïm Brezis, Frédéric Hélein und seinem Schüler L. Almeida, wichtige Durchbrüche in der Theorie der Ginzburg-Landau-Gleichung. Zum Beispiel zeigten sie, dass der Vortex für große Werte des Parameters der Gleichung durch die Werte einer renormierten Energie festgelegt ist. Für Arbeiten auf diesem Gebiet erhielt Béthuels Schülerin Sylvia Serfaty den EMS-Preis.
Zu seinen Doktoranden zählen Sylvia Serfaty und Tristan Rivière.

## Auszeichnungen
1999 gewann Béthuel zusammen mit Frédéric Hélein den Fermat-Preis für Beiträge zur Variationsrechnung. 2002 gewann er den Prix Mergier-Bourdeix der Académie des sciences. 1998 war er Invited Speaker auf dem Internationalen Mathematikerkongress in Berlin (Vortices in Ginzburg-Landau-Equations) und ebenso 1996 auf dem Europäischen Mathematikerkongress in Budapest (Some recent results on the Ginzburg-Landau-Equation).

## Schriften
- Variational methods for Ginzburg-Landau-Equations. In: Bethuel, Gerhard Huisken, Klaus Steffen, Stefan Müller: Calculus of Variations and geometric evolution problems (= Lecture Notes in Mathematics. 1713 = Lectures given at the Session of the Centro Internazionale Matematico Estivo (CIME). 2). Springer, Berlin u. a. 1999, ISBN 3-540-65977-3, S. 1–43, doi:10.1007/BFb0092668.
- mit Frédéric Hélein, Haïm Brezis: Ginzburg-Landau Vortices (= Progress in non-linear Differential Equations and their Applications. 13). Birkhäuser, Boston MA u. a. 1994, ISBN 0-8176-3723-0.
- The approximation problem for Sobolev maps between two manifolds. In: Acta Mathematica. Bd. 167, 1991, S. 153–206, doi:10.1007/BF02392449.